# Малоскаредне
Малоскаре́дне (рос. Малоскаредное) — село у складі Аромашевського району Тюменської області, Росія.
Населення — 277 осіб (2010, 354 у 2002).
Національний склад станом на 2002 рік:
- росіяни — 95 %